# Gungfly

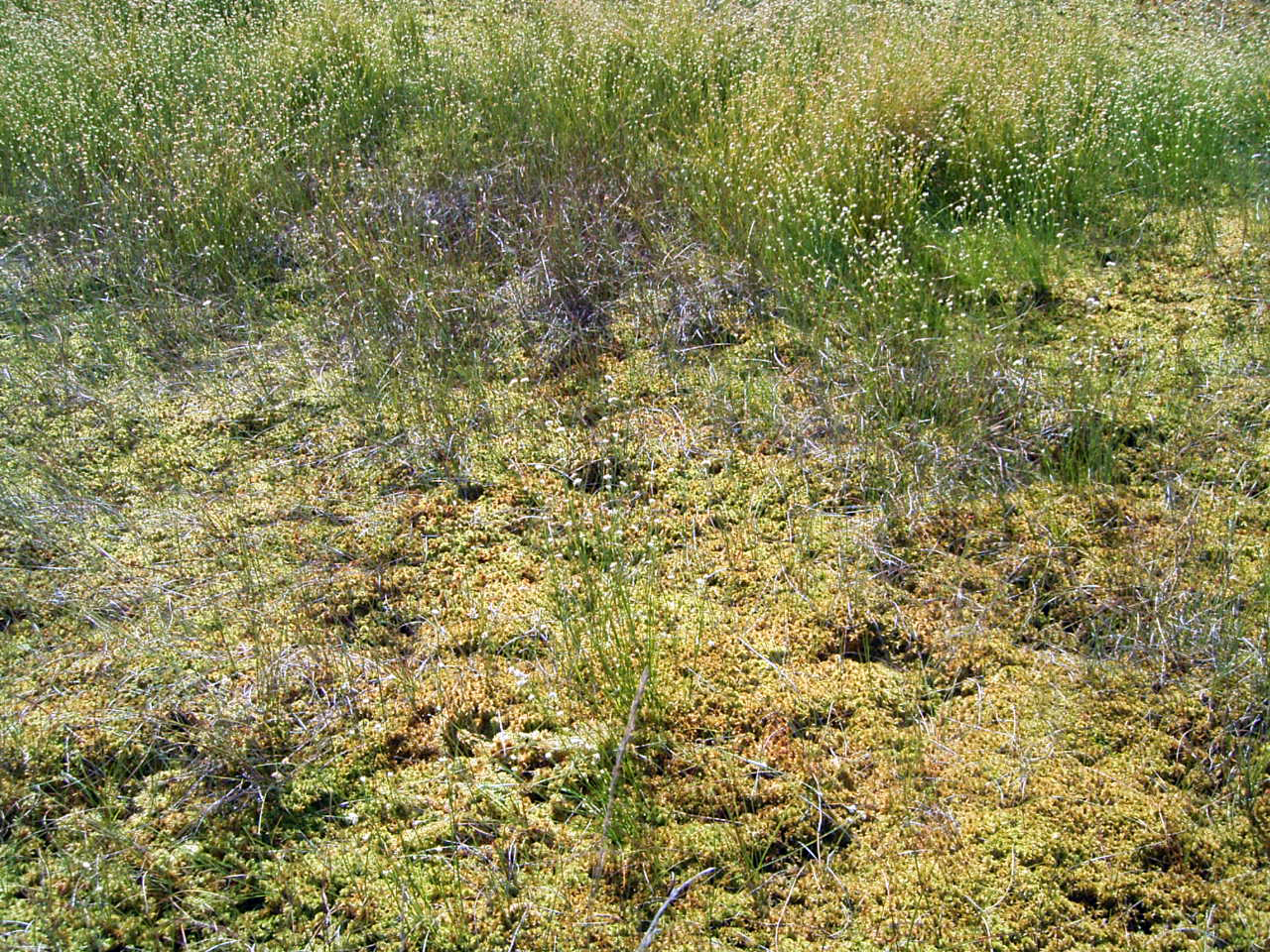
Gungfly.

Gungfly är en matta av levande och döda växter, torv, drivved med mera som flyter på vattnet. Gungfly uppstår ofta som en blandning av vattenväxter och vitmossa, och allteftersom det blir fastare kommer även landväxter att börja växa där. I de flesta fall växer gungfly utåt från stranden men kan sedan lossna och bli flytande fritt i sjön. Oftast kan man gå på ett gungfly, även om man ibland brukar sjunka ner något.
Exempel på gungfly finns i sjön Lundsjön–Dammsjön i Nacka kommun samt Holmtjärnen i Åsele kommun.

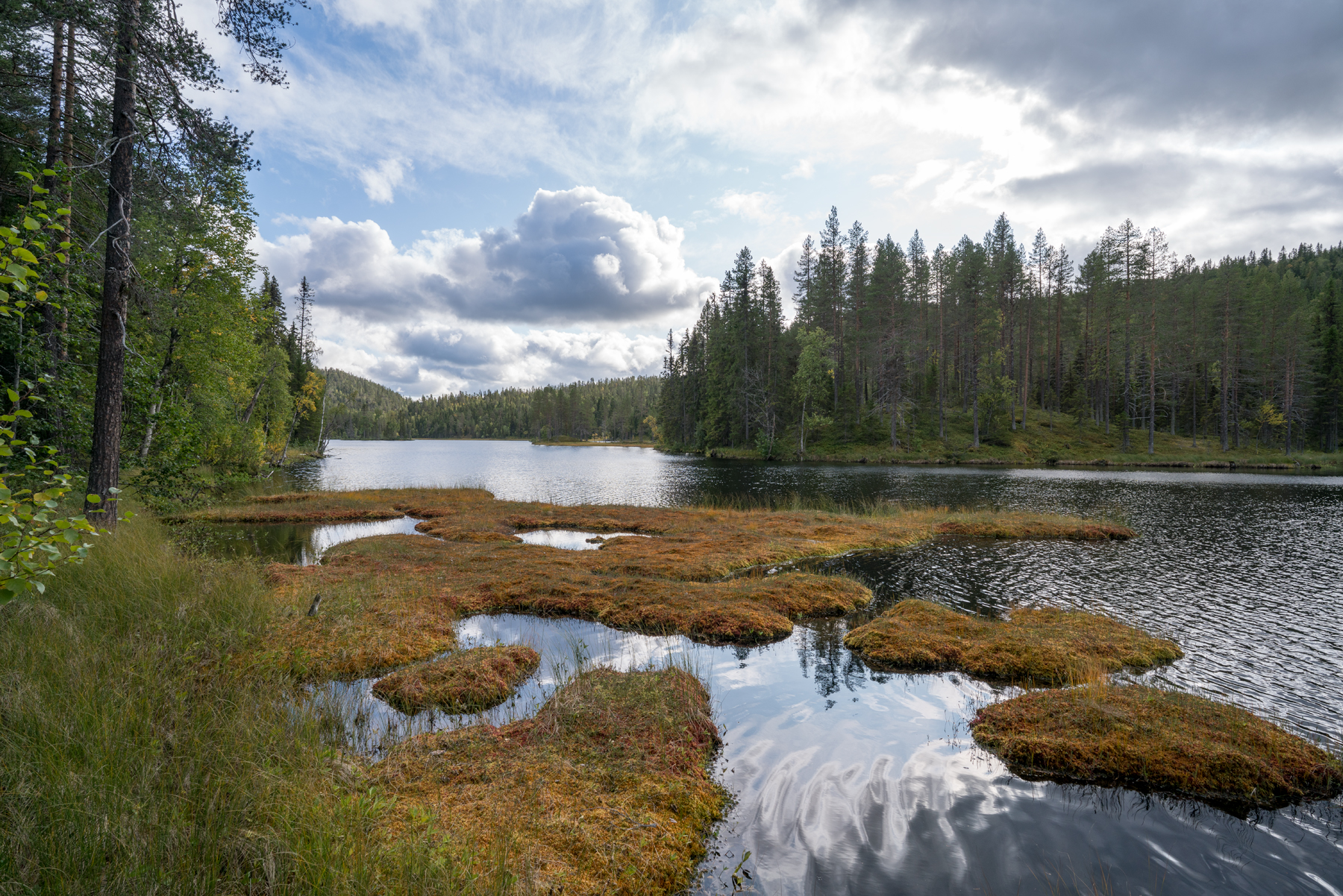
Gungfly i Holmtjärnen, Åsele kommun.

## Gungfly som metafor
Som metafor används gungfly ofta för att beskriva en dåligt underbyggd teori eller åsikt.